# Hypoxylon placentiforme
Hypoxylon placentiforme är en svampart som beskrevs av Berk. & M.A. Curtis 1868. Hypoxylon placentiforme ingår i släktet Hypoxylon och familjen kolkärnsvampar.   Inga underarter finns listade i Catalogue of Life.